# Треклянська котловина
42°33′10″ пн. ш. 22°36′03″ сх. д. / 42.5527009° пн. ш. 22.6008511° сх. д.
Треклянська котловина — долина в Західній Болгарії, Кюстендильської області, у фізико-географічному районі Країште.
Котловина розташована вздовж двох берегів річки Треклянська та її правої притоки Бузовичка, між горами Мілевська та Кирвав Камик на північному заході, Кобильською горою на південному заході та Пенковською на сході.  Вона має форму розташованої у  південно-східній орієнтації латинської букви "Y", довжиною 8-9 км і шириною до 1 км.
Відділена; схили добре очерчені і її основа лежить на висоті 750 м над рівнем моря  нерівномірна і розчленована.  Вона складається з  гнейсів, амфіболітів, сланців, пісковиків, філітів, мармуру і вапняку.  Сформована у пліоцені і четвертинному періоді в результаті інтенсивної ерозії і денудації.  Клімат помірно континентальний.  Ґрунти — коричневі і світло-коричневі лісові.  Існують сприятливі умови для вирощування фруктів, картоплі, зернових та худоби, але в останні роки цим майже не займається     населення регіону.
У ній є чотири невеликі села: Габрешевці (на півдні), Косово (на півночі), Средорек (на північному заході) і Трекляно (общинський центр, посередині).
Через котловину з північного заходу на південний схід, протягомі 5 км проходить ділянка дороги третього класу № 637 від Державної автомобільної мережі Трин - Трекляно - Драговиштица.  Ділянка дороги між Пеньковцями і Трекляно не побудована і являє собою польову (лісову) дорогу.

## Топографічна карта
- Аркуш карти K- Радомир. Масштаб: 1 : 100 000. Стан місцевості на 1978 р. (болг.)